# ブルーズ (ラグビー)

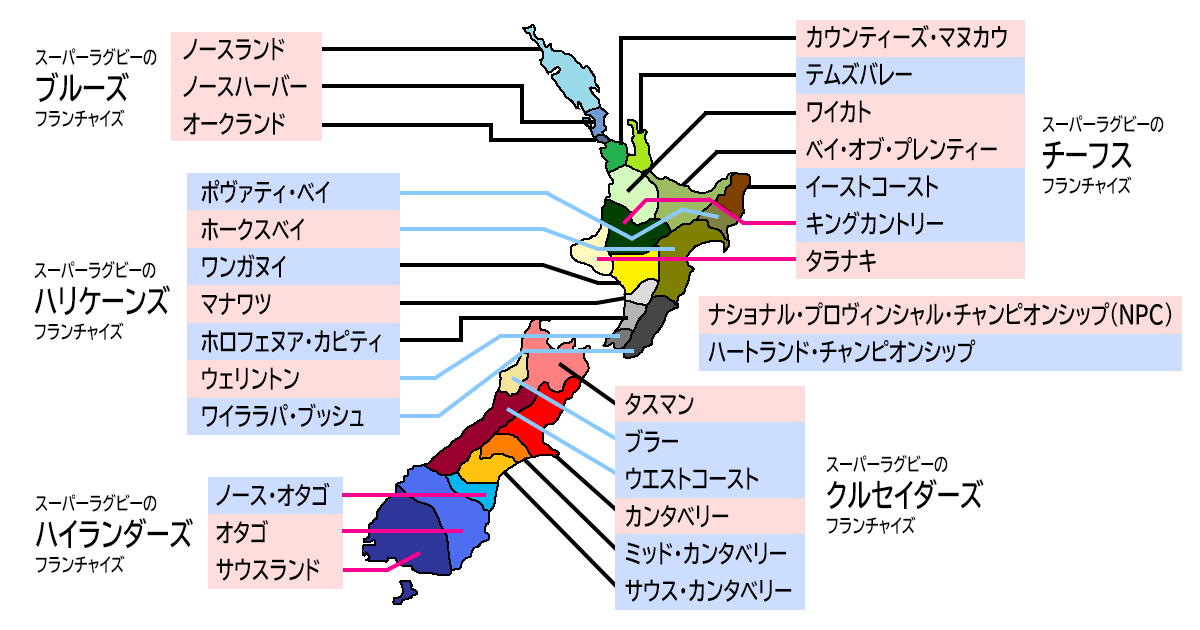
26地域協会のチームと、出場大会

ブルーズ（英: Blues）は、スーパーラグビーに参加するニュージーランドのラグビーチーム。本拠地はオークランドのイーデン・パーク。

## 概要
ニュージーランド北島北部に位置するノースランド、ノース・ハーバー、オークランドの各ラグビー協会所属選手とドラフト選手から選抜・編成されるチーム。
スーパー12、スーパー14を合わせ、3回のスーパーラグビー優勝経験を持つ。
チームカラーは青。

## ブルーズ・ウィメン
2022年から始まった女子のスーパーラグビー大会「スーパーラグビー・アウピキ」に出場する、女子15人制チームを「ブルーズ・ウィメン（Blues Women）」という。
保険会社nibの命名権により、「nib Blues Women」とも呼ばれる。

## 歴史
1996年、オークランド、マヌカウ、テムズバレーの各協会を代表し創設された。スーパーラグビー初年度となる1996シーズンから2連覇を達成した。
1996年から1999年までの愛称は、オークランド・ブルーズ（Auckland Blues）だったが、1990年代の終わりまでに、フランチャイズ切り替えを行い、この愛称は無くなった。ノースハーバーとノースランドが加わり、当初からのフランチャイズだったカウンティーズ・マヌカウとテムズバレーは 離脱しチーフスと提携した。
2003シーズンのスーパーラグビー優勝を最後に 上位進出から遠ざかっていた。
2013年にニュージーランドラグビー協会（NZRU）が、ニュージーランド国内にある5つのスーパーラグビーチームの運営権を開放。これによりブルーズは、ニュージーランド北島にある3つの地域ラグビー協会（オークランド、ノースハーバー、ノースランド）と民間投資家との有限責任パートナーシップによって運営されている。
2020年からの新型コロナウイルスの世界的流行以後、スーパーラグビーは再編成へ動いた。時期を同じくして、チームは復調へ向かった。
コロナ禍のなか、臨時で開催された2020年のスーパーラグビー・アオテアロアで準優勝。2021年のみ開催のスーパーラグビー・トランスタスマンで優勝し、18年ぶりの大会制覇を遂げた。2022年にスーパーラグビーがスーパーラグビー・パシフィックに改称された大会では、準優勝となった。
2024年に来日し、2月3日に東京サントリーサンゴリアス、2月10日に横浜キヤノンイーグルスと対戦。同年、スーパーラグビー・パシフィックで優勝。

## タイトル
- スーパー12優勝 3回（1996年、1997年、2003年）
- スーパー12準優勝 1回（1998年）
- スーパーラグビー・アオテアロア準優勝 1回（2020年）
- スーパーラグビー・トランスタスマン優勝 1回（2021年）
- スーパーラグビー・パシフィック優勝 1回（2024年） 準優勝 1回（2022年）

## 成績

### スーパーラグビー戦績
| シーズン | 大会名                         | 試合数 | 勝 | 分 | 敗 | 順位 | 参加チーム数 | プレーオフ |
| -------- | ------------------------------ | ------ | -- | -- | -- | ---- | ------------ | ---------- |
| 1996     | スーパー12                     | 11     | 8  | 0  | 3  | 2位  | 12チーム     | 優勝       |
| 1997     | スーパー12                     | 11     | 10 | 1  | 0  | 1位  | 12チーム     | 優勝       |
| 1998     | スーパー12                     | 11     | 9  | 0  | 2  | 1位  | 12チーム     | 準優勝     |
| 1999     | スーパー12                     | 11     | 4  | 1  | 6  | 9位  | 12チーム     | ―          |
| 2000     | スーパー12                     | 11     | 6  | 0  | 5  | 6位  | 12チーム     | ―          |
| 2001     | スーパー12                     | 11     | 4  | 0  | 7  | 11位 | 12チーム     | ―          |
| 2002     | スーパー12                     | 11     | 6  | 0  | 5  | 6位  | 12チーム     | ―          |
| 2003     | スーパー12                     | 11     | 10 | 0  | 1  | 1位  | 12チーム     | 優勝       |
| 2004     | スーパー12                     | 11     | 6  | 1  | 4  | 5位  | 12チーム     | ―          |
| 2005     | スーパー12                     | 11     | 6  | 0  | 5  | 7位  | 12チーム     | ―          |
| 2006     | スーパー14                     | 13     | 6  | 0  | 7  | 8位  | 14チーム     | ―          |
| 2007     | スーパー14                     | 13     | 9  | 0  | 4  | 4位  | 14チーム     | ベスト4    |
| 2008     | スーパー14                     | 13     | 8  | 0  | 5  | 6位  | 14チーム     | ―          |
| 2009     | スーパー14                     | 13     | 5  | 0  | 8  | 9位  | 14チーム     | ―          |
| 2010     | スーパー14                     | 13     | 7  | 0  | 6  | 7位  | 14チーム     | ―          |
| 2011     | スーパーラグビー               | 16     | 10 | 1  | 5  | 4位  | 15チーム     | ベスト4    |
| 2012     | スーパーラグビー               | 16     | 4  | 0  | 12 | 12位 | 15チーム     | ―          |
| 2013     | スーパーラグビー               | 16     | 6  | 0  | 10 | 10位 | 15チーム     | ―          |
| 2014     | スーパーラグビー               | 16     | 7  | 0  | 9  | 10位 | 15チーム     | ―          |
| 2015     | スーパーラグビー               | 16     | 3  | 0  | 13 | 14位 | 15チーム     | ―          |
| 2016     | スーパーラグビー               | 15     | 8  | 1  | 6  | 11位 | 18チーム     | ―          |
| 2017     | スーパーラグビー               | 15     | 7  | 1  | 7  | 9位  | 18チーム     | ―          |
| 2018     | スーパーラグビー               | 16     | 4  | 0  | 12 | 14位 | 15チーム     | ―          |
| 2019     | スーパーラグビー               | 16     | 5  | 1  | 10 | 13位 | 15チーム     | ―          |
| 2020     | スーパーラグビー・アオテアロア | 8      | 6  | 1  | 1  | 2位  | 5チーム      | ―          |
| 2021     | スーパーラグビー・アオテアロア | 8      | 4  | 0  | 4  | 3位  | 5チーム      | ―          |
| 2022     | スーパーラグビー・パシフィック | 14     | 13 | 0  | 1  | 1位  | 12チーム     | 準優勝     |
| 2023     | スーパーラグビー・パシフィック | 14     | 10 | 0  | 4  | 3位  | 12チーム     | ベスト4    |
| 2024     | スーパーラグビー・パシフィック | 14     | 12 | 0  | 2  | 2位  | 12チーム     | 優勝       |
| 2025     | スーパーラグビー・パシフィック | 14     | 6  | 0  | 8  | 6位  | 11チーム     | ベスト4    |

## スコッド
2025シーズンのスコッド（2025年1月現在）
| プロップ - ベン・アケ - ジョシュ・フシトゥア - ジョーダン・レイ - マルセル・レナタ - PJ・シェック - アンガス・タアバオ - オファ・トゥウンガファシ フッカー - カート・エクランド - ジェームズ・ムーラン - リッキー・リッチテリ ロック - ジョシュ・ビーフレ - キャム・クリスティ - サム・ダリー - ラクラン・マコーネル - パトリック・トゥイプロトゥ | フランカー/No.8 - アドリアン・チョート - チェ・クラーク - ダルトン・パパリイ - アントン・セグナー - ホスキンス・ソトゥトゥ - キャメロン・スアフォア スクラムハーフ - フィンレー・クリスティ - タウファ・フナキ - サム・ノック フライハーフ - ボーデン・バレット - スティーヴン・ペロフェタ - ハリー・プラマー | センター - コーリー・エバンス - メイハナ・グリンドレー - リーコ・イオアネ - シャビ・ターレ ウイング - ケイレブ・クラーク - コール・フォーブス - AJ・ラム - レオン・ポール - マーク・テレア フルバック - パートン・スペンサー - ザーン・サリバン |
| | | |
| はキャプテン。 | | |

## 歴代所属選手
- グラハム・ヘンリー（元ヘッドコーチ）
- レオン・マクドナルド(現ヘッドコーチ)
- ショーン・フィッツパトリック
- カルロス・スペンサー
- ロイス・ウイリス
- グレッグ・クーパー
- マイケル・ジョーンズ
- ブライアン・リマ
- モセ・トゥイアリイ
- ジョナ・ロムー
- ダニー・リー
- ジェームス・アレジ
- タニエラ・モア
- ワイサケ・ナホロ
- フィロ・パウロ
- テビタ・マイラウ
- ヴィリアミ・マアフ
- アンソニー・ボーリッチ
- ジョージ・ピシ
- ギャレス・アンスコム
- イサイア・トエアヴァ
- ディーン・ブード
- リーバイ・アウムア
- テビタ・リー
- クリス・ブイ
- タマティ・エリソン
- ジミー・トゥポウ
- チャールズ・ピウタウ
- ピアース・フランシス
- マラカイ・フェキトア
- スティーブン・ルアトゥア
- ハドリー・パークス
- ソナタネ・タクルア
- トニー・マーシュ
- ベン・ラム
- ダグ・ハウレット
- ジャレッド・ペイン
- パウリアシ・マヌ
- マット・ダフィー
- ニック・メイヒュー
- アッシュ・ディクソン
- アンガス・タアバオ
- ダン・プライアー
- カラ・プライアー
- ルーク・マカリスター
- マット・ヴァエガ
- サム・プラットリー
- エモニ・ナラワ
- トゥムア・マヌ
- チャーリー・ファウムイナ
- ジェイミー・ブース
- レネ・レンジャー
- ロラギ・ビシニア
- ベンジャミン・ニーニー
- オーガスティン・プル
- ハメ・ファイバ
- ブレンドン・オコナー
- ジョシュ・ベックハイス
- マット・マッガーン
- マイケル・リトル
- ワイマナ・カパ
- ベンジー・マーシャル
- ジェド・ブラウン
- ブレイク・ギブソン
- レニ・アピサイ
- ジャミソン・ギブソン＝パーク
- マフィー・タラマイ
- ブリン・ホール
- ジョージ・モアラ
- ブリン・ガットランド
- ベイデン・カー
- ピタ・アーキ
- トニー・ランボルン
- サイモン・ヒッキー
- ルテル・トライ
- ダン・カーター
- ジョー・マーチャント
- ジェラード・カウリートゥイオティ
- レイ・ニウア
- シオネ・ハヴィリ・タリトゥイ
- ジェイコブ・ピアス
- オテレ・ブラック
- マット・モールズ
- TJ・ファイアネ
- ジョーダン・レイ
- カール・タアイナカアフェ
- ジョシュ・グッドヒュー
- ルーク・ロマノ
- ティム・ターハム
- ネポ・ラウララ
- アキラ・イオアネ
- トム・ロビンソン
- ケイレブ・タンギタウ
- レオ・ゴードン